# 小蘇波伊夫卡
50°20′28″N 31°39′53″E / 50.34111°N 31.66472°E
小蘇波伊夫卡（烏克蘭語：Мала Супоївка）是位於烏克蘭北部的村莊，由基辅州布羅瓦里區的茲胡里夫卡市鎮負責管轄。該村始建於1753年，面積3.64平方公里，海拔高度117米，2001年人口576，人口密度每平方公里158.1人。